# كلير أوليري
كلير أوليري (بالإنجليزية: Clare O'Leary)‏ هي متسلقة جبال أيرلندية، ولدت في 1972.